# Minamoto no Michinari
Minamoto no Michinari (源道済?   ¿? - 1019) fue un poeta y cortesano japonés que vivió a mediados de la era Heian. Su padre fue Minamoto no Masakuni y su abuelo fue Minamoto no Saneakira. Es considerado uno de los treinta y poetas que conforman la lista antológica Chūko Sanjūrokkasen.
En 998 aprende composición poética, en 1001 es promovido a Kurōdo y en 1004 ocupa un cargo en el Shikibu-shō. En 1015 es nombrado gobernador de la provincia de Chikuzen, cargo que ocuparía hasta su muerte en 1019. En sus últimos años de vida fue nombrado Shōgoi.
Fue promotor de la poesía china y la poesía waka japonesa, participó en diversos círculos poéticos patrocinados por Fujiwara no Michinaga. Entre sus obras están el Wakan Kensakushū (和漢兼作集?), colección de poesía china y japonesa; el Michinari Jūtai (道済十体?),  libro de poesía; y el Michinari-shū (道済集?), colección personal de poemas. Tuvo relaciones artísticas con los poetas Akazome Emon, el monje Nōin, Izumi Shikibu y Fujiwara no Takatō, entre otros. 56 de sus poemas fueron incluidos en las diversas antologías imperiales, a partir del Shūi Wakashū. Se cree que colaboró en la compilación del Shūi Wakashū (junto con Fujiwara no Nagatō).